# 奇普里安波薩貝斯庫鄉 (蘇恰瓦縣)
47°34′N 26°04′E / 47.567°N 26.067°E
奇普里安波薩貝斯庫鄉（羅馬尼亞語：Comuna Ciprian Porumbescu, Suceava），是羅馬尼亞的鄉份，位於該國東北部，由蘇恰瓦縣負責管轄，面積31平方公里，海拔高度396米，2007年人口2,191，人口密度每平方公里72人。